# Louis Douët d'Arcq
 (février 2019).
Louis Claude Douët d'Arcq, né le 15 janvier 1808 à Paris et mort dans cette ville le 29 janvier 1882, est un archiviste, historien et sigillographe français.

## Biographie
Ancien élève de l'École royale des chartes, où il obtient le diplôme d'archiviste paléographe en 1834, chef de la section historique aux Archives impériales, il constitue une collection de moulages des sceaux conservés dans les fonds des Archives impériales, qui porte aujourd'hui son nom.
Il est aussi l'un des fondateurs, avec Antoine Le Roux de Lincy et quelques jeunes historiens de son temps de la Société de l'École des chartes et de la revue historique Bibliothèque de l'École des chartes.

## Œuvres
- Comptes de l'Argenterie des rois de France au XIVe siècle, Paris, 1851 ; Nouveau recueil des comptes de l'Argenterie des rois de France, Paris, 1874 (Société de l'histoire de France).
- Armorial de France de la fin du quatorzième siècle, 1859.
- La chronique d'Enguerran de Monstrelet : en deux livres, avec pièces justificatives : 1400-1444, 1857 - 1862.
- Collection de sceaux 1863 - 1868.
- Devis et marchés passés par la ville de Paris pour l'entrée solennelle de Charles IX en 1571, 1848.
- Comptes de l'argenterie des rois de France au XIVe siècle 1851.
- Choix de pièces inédites relatives au règne de Charles VI : publiées par la Société de l'histoire de France, 1863 - 1864.
- Inventaire de la collection des sceaux des Archives de l'Empire, Paris, 3 vol., 1863-1866.
- Comptes de l'Hôtel des rois de France aux XIVe et XVe siècles, Paris, 1865 (Société de l'histoire de France). Édition sélective.
- Inventaire de la bibliothèque du roi Charles VI, fait au Louvre en 1423, par ordre du régent duc de Bedford 1867.
- Des Frais d'enterrement à Paris, au XIVe siècle, par L. Douët d'Arcq 1878.
- Élection contestée d'un abbé de Saint-Pierre de Melun en 1479, 1878.
- Inventaire de Jeanne de Presles, veuve de Raoul de Presles, fondateur du collège de ce nom, 1347, par L. Douët d'Arcq 1878.
- Grâce faite à un prisonnier du Châtelet, à l'occasion de la naissance de Charles V, 9 février 1337, 1879.
- Inventaire des meubles de la reine Jeanne de Boulogne, seconde femme du roi Jean (1360), 1879.
- Inventaire après décès des biens meubles de Me Pierre Cardonnel,... 1438, 1880.
- Inventaire de ce qui se trouvait dans le château de Vincennes et dans celui de Beauté en 1420
- Inventaire de la Bastille de l'an 1428.
- Addition au mémoire signifié, pour Pierre-Paul Fauconnier, bourgeois de Courcelles, seul héritier et neveu germain de Marie Beurville, appelant, contre Marguerite Hurlot, veuve de Me François Chalmaison, gruyer, garde-marteaux de la maîtrise des Eaux-et-forêts de Wassy, tante consanguine de Marie Beurville, intimée, 1749.